# 阿列克谢·休谢夫
阿列克谢·维克多罗维奇·休谢夫（俄语：Алексе́й Ви́кторович Щу́сев；1873年10月8日—1949年5月24日），俄罗斯建筑师，主持设计了列宁墓。此外，莫斯科地铁站、喀山站新站房、原莫斯科四季酒店等斯大林时代标志性建筑，他都有参与设计。